# ファーディ・パチェコ
ファーディ・パチェコ（Ferdie Pacheco、Fernando Pacheco、1927年12月8日 - 2017年11月16日）は、アメリカ合衆国の医師、ボクシングトレーナー。フロリダ州タンパ出身。モハメド・アリを始めとした数々のボクシング世界王者の主治医やセコンドを務め、ファイト・ドクターと呼ばれていた。
1977年にアーニー・シェーバース戦後、アリがボクシングによって負ったダメージにより反射神経テストをうまく行えなかったため、アリに引退を勧告するが、アリが引退を拒否したため、パチェコはアリのチームを去った。

## 来歴
両親はスペイン系キューバ人で、フロリダ州タンパのイーバー・シティにあるキューバ系アメリカ人移民コミュニティーで生まれ、バイリンガルとして育てられる。父親は薬剤師だった。
父親の薬局を手伝ったことで医学への関心を持ち、祖父にジョン・アンド・メイブル・リングリング美術館へ連れて行ってもらったことで芸術への関心を持った。また、パチェコ自身がボクシングをやることはなかったが、近所で行われるアマチュアボクシングの試合などを観戦した。

### モハメド・アリ
医師となった後、1950年代後半に地元で開催されるボクシングの興行を定期的に観戦しに行っていたところ、ボクシングトレーナーのアンジェロ・ダンディーを紹介され、ダンディーから「私のボクサーを縫うのを手伝ってくれる」のであれば、試合のチケットを無料で手配すると持ちかけられた。
1960年にマイアミの5thストリートジムでダンディーがトレーナーを務めていたモハメド・アリと会う。それをきっかけに、パチェコは1962年から1977年までアリのセコンドに就くようになった。
アリがネーション・オブ・イスラムの信者となり、1964年に名前をカシアス・クレイから変えた時に、ネーション・オブ・イスラムが、パチェコやダンディーを始めとしたアリのチームのメンバーを解雇することを望んだが、アリはそれを拒否したと言われている。
1970年代半ばまでに、パチェコは、アリの反射神経が遅くなったことに気付き、アリは長年のボクシングによるダメージで、脳と腎臓にダメージを受けたのではないかとする、医学的懸念を述べた。
1977年9月のアーニー・シェーバース戦後に、パチェコはアリに反射神経テストを実施するが、その結果がアリがリングで自分自身を守るのに必要なレベルに達しなかったことで、パチェコはアリの健康を心配し、アリにボクシングから直ぐに引退するよう勧告した。しかし、アリが引退を拒否したため、パチェコは医学的見地から倫理的にアリの主治医を続けることは出来ないとして、アリのチームから去ることを決めた。
パチェコは後に「ニューヨーク州アスレチック・コミッションが、アリの腎臓がぼろぼろになっていることを示した報告書を見せてくれたので、私は、アンジェロ・ダンディー、アリのトレーナー、アリの妻、そしてアリ本人に手紙を書いたが、何の返答もなかった」と明らかにしている。アリは、パチェコがチームを去ってからも1981年に引退するまでに4試合を行ったが、その4試合の戦績は1勝3敗だった。
2人は意見の相違はあったものの、その後も友人関係は続いたが、2002年に最後に会った時には、アリはボクシングで負ったダメージのせいで発症したと思われるパーキンソン症候群の症状が深刻になっており、アリはパチェコに「お前が正しかった」と言ったという。

### 晩年
パチェコは、アリのセコンドを辞めてからは、テレビのボクシング解説者となり、1990年代後半に引退するまで約20年間、NBC、Univision 、Showtimeでテレビ解説を務め、スペイン語を話せたことから、ラテン系ボクサーのインタビューや、中継中にセコンドとボクサーが話したことを同時通訳するなどした。
パチェコは作家としても活動し、小説や自伝、料理本、演劇や映画の脚本を書いた。また画家としても活動し、ノーマン・ロックウェルやディエゴ・リベラに影響を受けた絵画で数々の賞を受賞した。
2017年11月16日、89歳でフロリダ州マイアミの自宅で睡眠中に死去した。